# Pruszcz (powiat tucholski)
Pruszcz (niem. Prust) – wieś w Polsce, położona w województwie kujawsko-pomorskim, w powiecie tucholskim, w gminie Gostycyn przy drodze wojewódzkiej nr 237.

## Podział i demografia
W latach 1975–1998 miejscowość należała administracyjnie do województwa bydgoskiego. Według Narodowego Spisu Powszechnego (III 2011 r.) liczyła 869 mieszkańców. Jest drugą co do wielkości miejscowością gminy Gostycyn.

## Historia i zabytki
Wieś była wzmiankowana w dokumentach od 1368 r. W XIV w. założono parafię i wzniesiono pierwszy kościół, który spalił się w 1620 r. W 1762 r. wzniesiono obecny, murowany kościół pw. Narodzenia Najświętszej Marii Panny. Barokowa świątynia spłonęła; w latach 1921-1928 odbudowano kościół zatracając cechy stylowe. Wyposażenie częściowo pochodzi ze spalonej budowli; m.in. zachował się późnobarokowy obraz Marii Królowej Świata i gotycka rzeźba Chrystusa Zmartwychwstałego.
Od 8 listopada 1906 r. do marca 1907 r. w miejscowej szkole elementarnej odbył się strajk dzieci przeciwko nauczaniu religii w języku niemieckim. Z uczestników strajku znane są nazwiska następujących dzieci: Majer, Tojsa, Polaszek, Świetlikowie, Wegner, Szukalski, Poklekowski. Strajk był elementem znacznie większej akcji biernego oporu wobec pruskich władz szkolnych, która na przełomie 1906 i 1907 r. objęła ponad 460 (!) szkół w prowincji Prusy Zachodnie, czyli przedrozbiorowe Pomorze Gdańskie, Powiśle, ziemię chełmińską i ziemię lubawską oraz część Krajny. Inspiracją dla strajków pomorskich były wcześniejsze działania dzieci w prowincji wielkopolskiej, ze słynnym strajkiem we Wrześni (1901) na czele.

## Stacja kolejowa
Pruszcz posiadał węzłową stację kolejową (Pruszcz-Bagienica), gdzie krzyżowały się 2 linie kolejowe: nr 240 (Świecie nad Wisłą – Terespol Pomorski – Więcbork – Złotów: otwarta latem roku 1909) oraz nr 241 (Tuchola – Koronowo: otwarta jesienią roku 1914). Od połowy września 1996 stacja jest nieczynna zarówno dla ruchu pasażerskiego jak i towarowego.

## Turystyka
W Pruszczu zaczynają się dwa piesze szlaki turystyczne łącząc szlaki Pojezierza Krajeńskiego ze szlakami okolic Bydgoszczy:
- Szlak żółty im. Leona Wyczółkowskiego: Bydgoszcz Osowa Góra – sanatorium w Smukale – Smukała – Janowo – Wtelno – Gościeradz – Samociążek – Wilcze Gardło – Nowy Jasiniec – Wymysłowo – Wielonek – Sokole Kuźnica – Pruszcz (69 km)
- Szlak niebieski im. gen. Jakuba Komierowskiego: Pruszcz – Mała Klonia – Wałdówko – Komierowo – Sępólno Krajeńskie (29 km)